# 西澤愛菜
西澤 愛菜（にしざわ あいな、2009年1月8日 - ）は、日本の女優である。
テアトルアカデミーを経て、2018年1月よりヒラタビーンズに所属。

## 出演

### 映画
- キカイダーREBOOT（2014年、東映） - 光明寺ミツコ（幼少期）役
- 悼む人（2015年） - 坂築美汐（幼少期）役
- Zアイランド（2015年） - 日向（幼少期）役
- 愛を積むひと（2015年） - 相沢綾 役
- 破れたハートを売り物に「この柔らかい世界」（2015年）
- 海賊とよばれた男（2016年） - 鐡造の孫 役
- ユリゴコロ（2017年） - 妹 役
- 観覧車の下で会いましょう ～人生は観覧車のよう～（2018年） - 西島愛 役

### テレビドラマ
- 世にも奇妙な物語'14春の特別編「ラスト・シネマ」（2014年4月5日、フジテレビ） - 星野綾乃（幼少期） 役
- 芙蓉の人〜富士山頂の妻 （NHK） - 夢の中の園子 役
- ○○妻 第9話（2015年3月11日、日本テレビ） - ナナ 役
- 問題のあるレストラン 第10話（2015年3月19日、フジテレビ） - 里緒 役
- ワイルド・ヒーローズ 第2話（2015年4月26日、日本テレビ）
- 明日もきっと、おいしいご飯〜銀のスプーン〜 第28･30話（2015年7月8日・10日、フジテレビ） - 早川恭子（幼少期）役
- 奥多摩駐在刑事3（2015年9月16日、テレビ東京） - 神木日名子 役
- オトナ女子 第2話・第3話（2015年10月22日、29日、フジテレビ） - さやか 役
- 5→9〜私に恋したお坊さん〜 第5話（2015年11月9日、フジテレビ） - なお
- 南くんの恋人〜my little lover 第8話（2016年1月19日、フジテレビ） - ミユ 役
- ラヴソング 最終話（2016年6月13日、フジテレビ）
- しあわせの記憶（2017年1月8日、MBS・TBS） - 津島冬花（幼少期）役
- 連続テレビ小説 半分、青い。（2018年4月4日 - 14日、NHK） - 木田原菜生（幼少期）役
- 捜査会議はリビングで!（2018年7月15日 - 9月2日、NHK BSプレミアム） - 三重野エミ 役
- ゆるキャン△スペシャル（2021年3月29日、テレビ東京） - 犬山あかり 役

### 配信ドラマ
- 相棒 -劇場版III- 序章第2話（2014年4月5日、dビデオ） - 梶山彩香 役
- 宇宙を駆けるよだか（2018年、Netflix） - 小日向あゆみ（幼少） 役
- 仮面ライダージオウ スピンオフ PART2『RIDER TIME 龍騎』 第3話（2019年4月14日、ビデオパス）[1] - 少女 役

### バラエティ番組
- どぅんつくぱ〜音楽の時間〜（2014年、フジテレビ） - 司会・お姫様 役、アイナちゃん 役[3][4]

### CM
- 日本赤十字社
- サンスター文具
- ファンケル
- NTT東日本「もっと強く」
- ジョンソン「カビキラー アルコール除菌 食卓用」
- YKK AP
- 日本マクドナルド「ハッピーセット」
- パイロットインキ「まほうのティーセット」、「まほうのパン屋さん」
- タカラトミー「ちいさなプリンセス ソフィア」
- 講談社「おともだち」
- ジャパネット「新生ジャパネット始動篇」
- NTTドコモ「iPhone・iPad　母の浴衣篇」
- ハウス食品「夏野菜×カレー」
- 日本ケンタッキー・フライド・チキン「ムーミンボウルつきパック」

### MV
- HOME MADE 家族「横恋慕」（2015年、Ki/oon Records）
- AK-69
- 村上佳佑「まもりたい」（2017年）
- ゆず「イコール」（2018年）